# Kanton Saint-Étienne-Sud-Est-3
Der Kanton Saint-Étienne-Sud-Est-3 war von 1973 bis 2015 ein französischer Kanton im Arrondissement Saint-Étienne, im Département Loire und in der ehemaligen Region Rhône-Alpes. Er umfasste einen Teil der Stadt Saint-Étienne.